# Luca Pierotti
Luca Pierotti (Gubbio, 10 febbraio 1977) è un allenatore di calcio ed ex calciatore italiano, di ruolo difensore, tecnico dell' Angelana.

## Carriera

### Giocatore
Oltre a numerosi campionati in Serie C1 e poi in Lega Pro Prima Divisione, ha totalizzato 88 presenze in Serie B con le maglie di Salernitana e Catanzaro.

### Allenatore
Inizia la carriera da allenatore nella stagione 2017-2018 come vice allenatore del Bassano.
Nel 2019-2020 diventa allenatore del Gualdo Casacastalda.
Per il 2020-2021 assume la guida del Lama nel campionato di Eccellenza Umbra, mentre per il 2021-2022 viene ufficialmente annunciato come nuovo allenatore del Trestina, in Serie D. Il 17 maggio 2022 il club bianconero comunica che il contratto del tecnico non verrà rinnovato per la stagione 2022-23.
Un mese più tardi, esattamente il 14 giugno, l'Angelana, società Umbra di Eccellenza, lo ufficializza come nuovo allenatore.

## Palmarès

### Competizioni giovanili
- Campionato Primavera: 1

Perugia: 1995-1996

#### Competizioni nazionali
- Serie C1: 1

Cosenza: 1997-1998